# Egyptian Initiative for Personal Rights
L'Egyptian Initiative for Personal Rights, in sigla EIPR (in arabo المبادرة المصرية للحقوق الشخصية‎?, Almubadarat Almisriat Lilhuquq Alshakhsiat) è un'organizzazione non governativa egiziana per la difesa dei diritti umani, fondata nel 2002, con sede al Cairo.

## Organizzazione
Nel novembre 2020 le cariche principali erano ricoperte dal direttore esecutivo Gasser Abdel Razek, dal direttore dell'unità di giustizia penale Karim Ennarah e dal direttore amministrativo Mohammed Basheer.

## Finalità
L'EIPR si propone di difendere i diritti umani in Egitto e in particolare si occupa di diritti dei detenuti, libertà civili, giustizia sociale ed economica. È stata fondata nel 2002 da Hossam Bahgat con l'intento di completare il lavoro delle organizzazioni analoghe in Egitto, concentrandosi in particolare sui diritti della persona e sul diritto all'abitazione. L'associazione si è occupata anche delle condizioni dei detenuti durante la pandemia di COVID-19, del crescente utilizzo della pena capitale in Egitto, di violenza settaria e dei diritti LGBT in Egitto.

## Controversie
Nel 2016 la Corte criminale del Cairo ha ordinato il blocco dei beni del fondatore dell'EIPR Hossam Bahgat, nell'ambito di una vasta operazione nota come "caso 173/2011" o "caso dei finanziamenti dall'estero", con la quale qualche decina di attivisti e di organizzazioni sono stati accusati di ricevere fondi dall'estero con lo scopo di danneggiare gli interessi nazionali e destabilizzare l'Egitto.
Nel novembre del 2020 tre leader dell'associazione sono stati arrestati dalle autorità egiziane con le accuse di far parte di un'organizzazione terroristica e di diffondere false notizie pericolose per la sicurezza nazionale. Gli arresti hanno suscitato varie condanne a livello internazionale, in particolare da parte del Parlamento Europeo, delle Nazioni Unite e del neo-nominato Segretario di Stato degli Stati Uniti; anche Amnesty International e l'attrice di Hollywood Scarlett Johansson si sono espressi per la liberazione dei membri dell'associazione. La stampa locale e internazionale, unitamente alla portavoce dell'Alto commissariato delle Nazioni Unite per i diritti umani Ravina Shamdasani, hanno sottolineato che questi arresti seguirono di pochi giorni un incontro avvenuto nella sede dell'EIPR con un gruppo di diplomatici e ambasciatori fra cui l'ambasciatore italiano Giampaolo Cantini, e che gli interrogatori in carcere riguardarono tale incontro. I tre dirigenti sono stati rilasciati nei primi giorni di dicembre 2020, mentre Patrick Zaki, che aveva collaborato con EIPR e che era detenuto da febbraio 2020, è rimasto in carcere.
Nel luglio 2021 il direttore di EIPR Hossam Bahgat è stato accusato dalla procura egiziana di diffusione di notizie false a causa di un tweet del dicembre 2020 in cui Bahgat denunciava alcune frodi nelle elezioni parlamentari di ottobre-novembre 2020. In seguito a questa incriminazione, il portavoce del Dipartimento di Stato degli Stati Uniti Ned Price ha sostenuto Bahgat dichiarando che egli «non dovrebbe essere preso di mira per aver espresso pacificamente il suo punto di vista», aggiungendo che gli Stati Uniti tengono in considerazione i diritti umani quando trattano la vendita di armi all'Egitto.